# 1417 км
1417 км (1417 километр) — упразднённый населённый пункт (тип: железнодорожная будка) в Буздякском районе Башкортостана. Входил в состав Гафурийского сельсовета.

## География
Находился возле села Гафури.

## История
Населённый пункт появился при строительстве железной дороги. В селении жили семьи тех, кто обслуживал железнодорожную инфраструктуру.
В 2002 году вошёл в состав села Гафури

## Население
Население на 1 января 2009 года составляло 0 человек.
Почтовый индекс — 452701.
Динамика населения:
| Общие демографические показатели |               |                               |                               |
| Всё население                    | Всё население | Изменения населения 2002—2009 | Изменения населения 2002—2009 |
| 2002                             | 2009          | чел.                          | %                             |
| 32                               | 0             | -32                           | -100,00                       |

## Инфраструктура
Действует путевой пост 1417 км. Ближайшая железнодорожная платформа — Гафури.